# Tóc đỏ

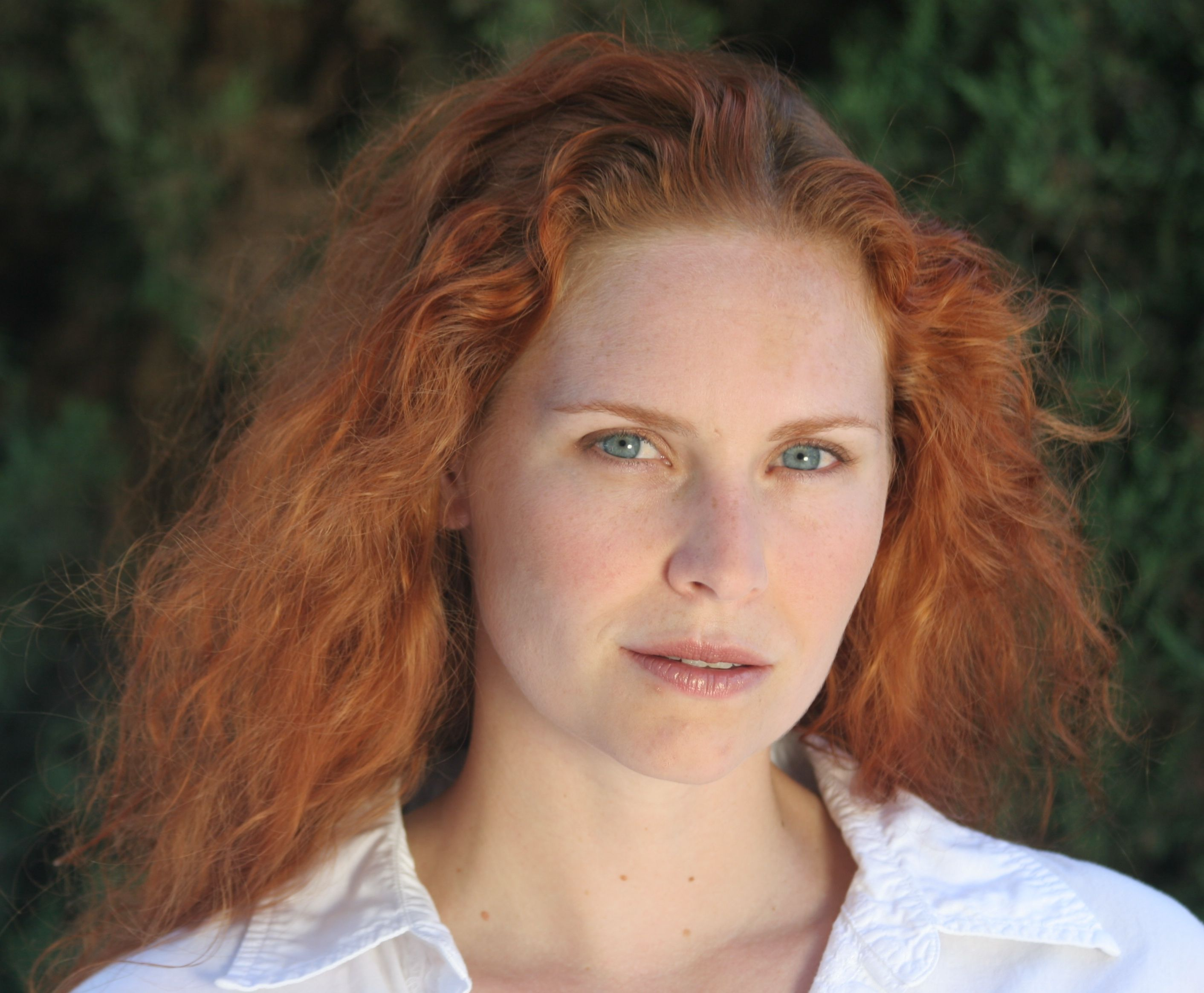
Người phụ nữ với mái tóc đỏ

Tóc đỏ (tiếng Anh: red hair, ginger hair) là màu tóc hung đỏ một cách tự nhiên, đây là một tính trạng tự nhiên, xuất hiện với tần suất 1–2% dân số thế giới. Ở các vùng Bắc Âu, Tây Âu, tỉ lệ này cao hơn (từ 2–6%).
Tóc đỏ có thể phân thành nhiều màu khác nhau như màu đỏ tía hoặc màu đồng sáng, hoặc nâu đỏ, cho tới màu cam cháy hoặc đỏ cam cho tới vàng hung. Đặc trưng của màu tóc là nhiều sắc tố đỏ pheomelanin và ít sắc tố đen eumelanin, những người có tóc đỏ thường có da sáng màu, màu mắt sáng, tàn nhang, và nhạy cảm với tia cực tím.
Trong tiếng Anh, từ redhead, chỉ những người tóc đỏ, đã được dùng ít nhất kể từ năm 1510.

## Phân bố địa lý

### Bắc Âu và Bắc Tây Âu

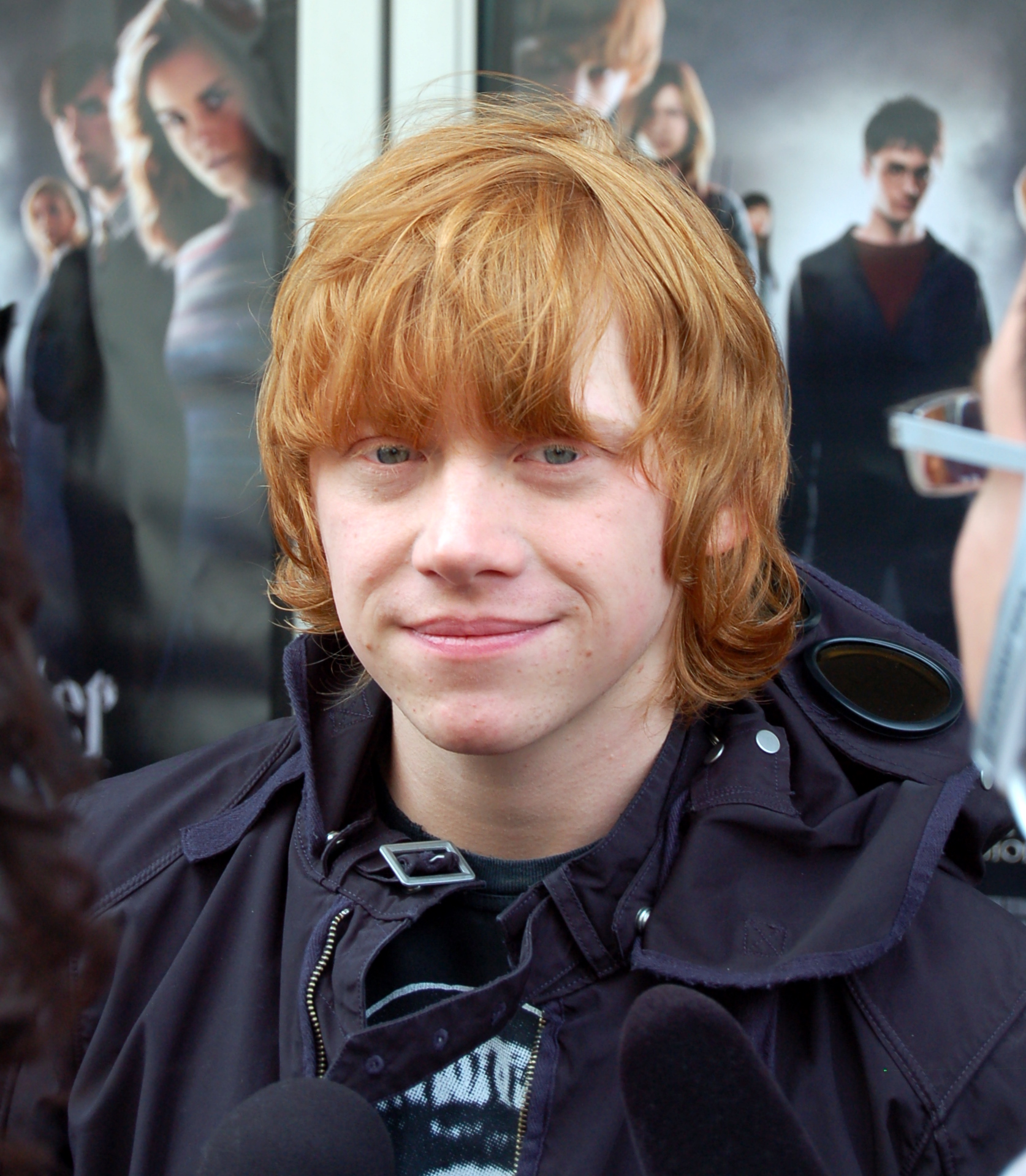
Diễn viên Rupert Grint với mái tóc đỏ

Tóc đỏ phổ biến nhất là ở Bắc Âu và Tây Âu; tập trung ở Quần đảo Anh và đặc biệt là các quốc gia Celt.

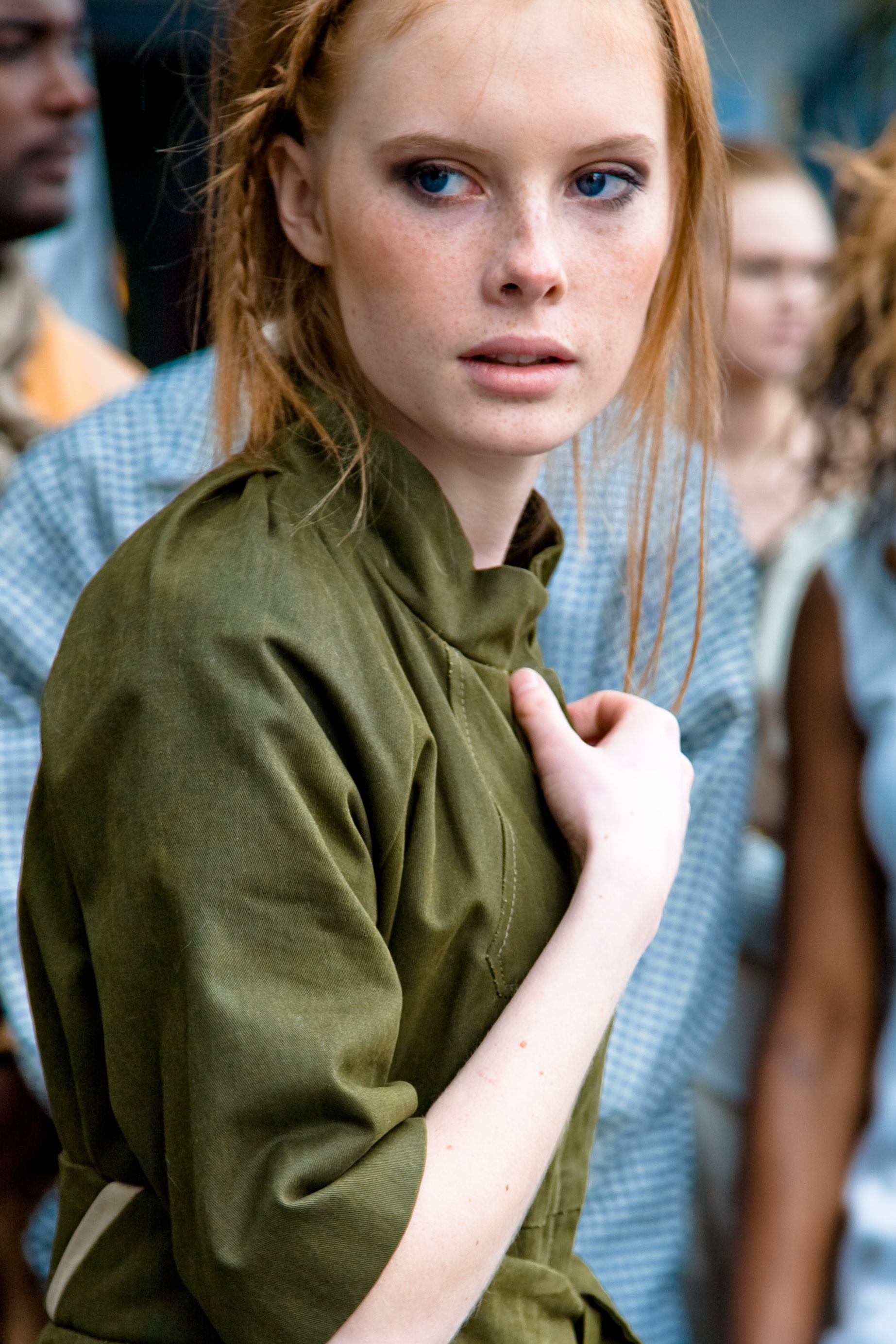
Một người phụ nữ Anh với mái tóc đỏ và tàn nhang

Ireland có số người tóc đỏ trên đầu người cao nhất thế giới, với tỉ lệ người tóc đỏ là 10%.
Đảo Anh cũng có tỉ lệ người tóc đỏ cao. Ở Scotland, khoảng 6% dân số có tóc đỏ, với số người tóc đỏ cao nhất thế giới ở Edinburgh, khiến đây trở thành thủ đô tóc đỏ của thế giới. Vào năm 1907, nghiên cứu về màu tóc lớn nhất tại Scotland, với hơn 500,000 tham gia cho thấy tỉ lệ người Scotland có mái tóc đỏ là 5.3%.

### Đông Âu

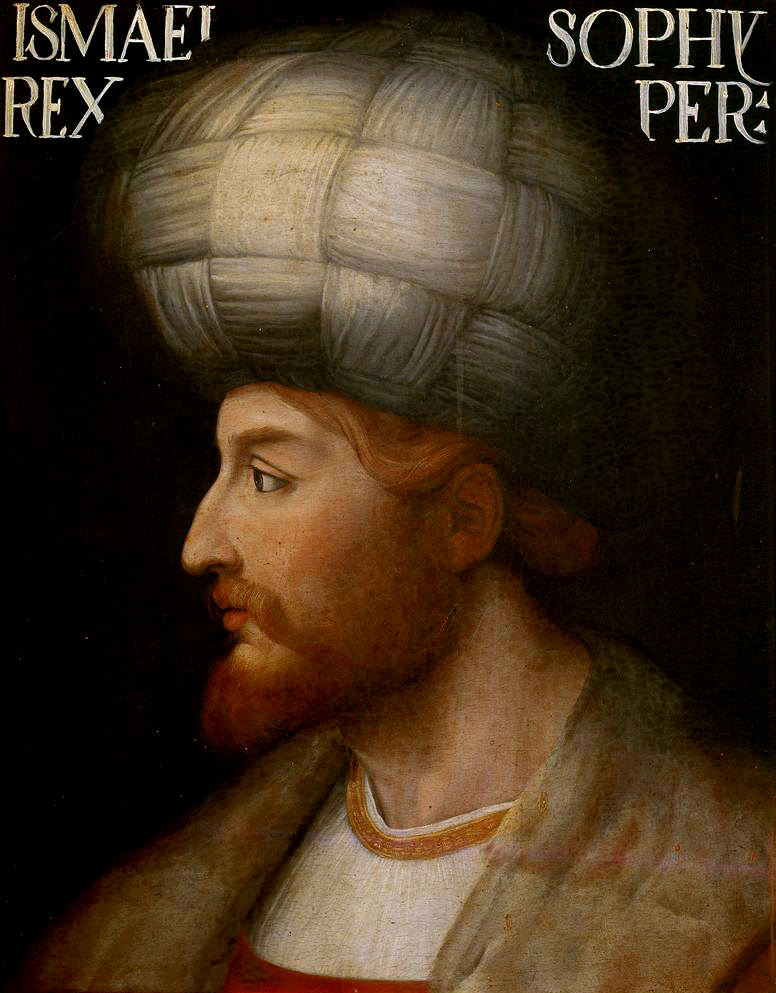
Chân dung Ismail I của Ba Tư

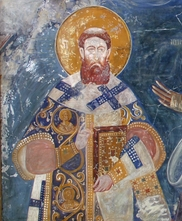
Thánh Sava, vương tử Serbia và tu sĩ Chính thống giáo là một người tóc đỏ

Các nhà văn Đông La Mã, người Jordanes và Procopius đã mô tả người Slav Sơ Khai có mái tóc đỏ và nước da hồng hào. Tới thế kỷ 10, người Slav ở phí nam sẽ có màu tóc và màu da tối hơn, bởi người Slav ở đây đã lai với người Balkan bản địa, bao gồm người Hy Lạp và Illyrian.
Cho tới cuối thế kỷ 18, các nhà dân tộc học coi người Udmurt dọc sông Volga ở Nga là "những người tóc đỏ nhất thế giới". Vùng Volga vẫn là một trong những nơi có tỷ lệ người tóc đỏ cao nhất thế giới.
Tóc đỏ cũng xuất hiện ở người Do Thái Ashkenazi. Vào năm 1903, tỉ lệ người Ba Lan gốc Do Thái có mái tóc đỏ là 6%. Nghiên cứu khác cho thấy tỉ lệ phụ nữ Do Thái có mái tóc đỏ là 3.69%, nhưng tỉ lệ đàn ông Do Thái có râu đỏ là 10.9%. Khuôn mẫu người tóc đỏ là người Do Thái vẫn còn tồn tại ở một số vùng ở Đông Âu và Nga.

### Nam Âu
Ở Ý, người tóc đỏ chiếm 0.57% dân số, không có sự khác biệt về tỷ lệ giữa các vùng của đất nước.  Ở Sardinia, người tóc đỏ chiếm 0.24% dân số. Ở Ý, mái tóc đỏ thường được gắn liền với người Ý góc Do Thái, và Giuđa trong hội họa Ý và Tây Ban Nha thường có mái tóc đỏ. Trong văn hóa châu Âu trước thế kỷ 20, tóc đỏ thường được coi là một đặc điểm của người Do Thái: trong thời kỳ Tòa án dị giáo Tây Ban Nha còn tồn tại, những người có mái tóc đỏ được coi là người Do Thái.

### Bắc Phi và Địa Trung Hải
Người Berber ở Maroc và phía bắc Algérie thường có người tóc đỏ. Người Rifian từ Maroc và người Kabyle từ Algérie có tỷ lệ người tóc đỏ đặc biệt cao.

### Châu Mỹ, Châu Đại Dương và Châu Phi Hạ Sahara
Một vài người Polynesia có mái tóc màu nâu đỏ, và màu tóc này đặc biệt phổ biến trong một số bộ lạc. Trong văn hóa Polynesia, người có mái tóc đỏ thường được coi là có dòng dỗi cao quý. Những người di cư từ Châu Âu đã làm tăng số người tóc đỏ ở Châu Mỹ, Úc và Nam Phi.

## Trong văn hóa

### Trong truyền thông, thời trang và nghệ thuật

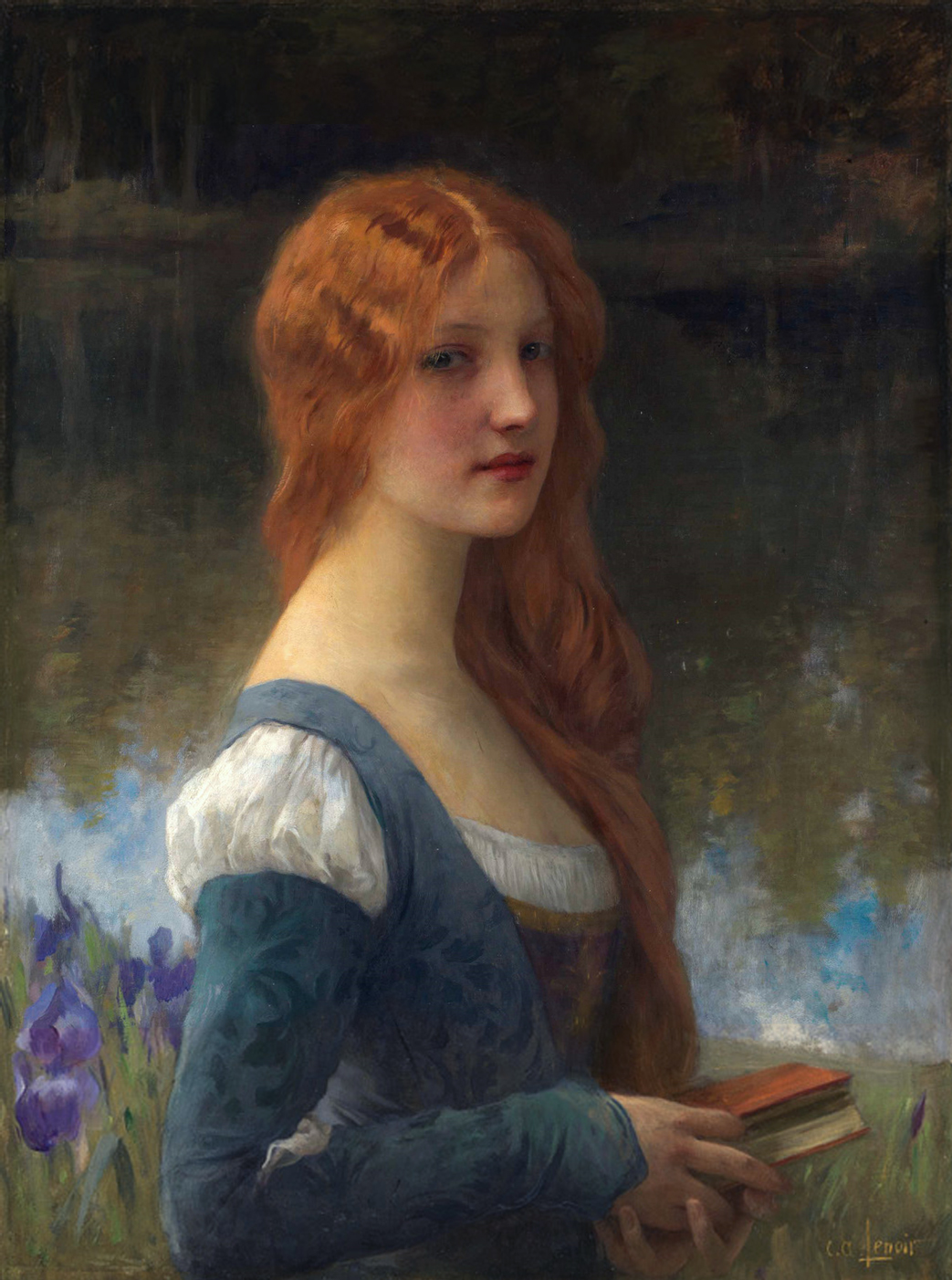
Họa phẩm phụ nữ tóc đỏ của danh họa Charles-Amable Lenoir

Elizabeth I của Anh là người tóc đỏ, và trong thời kỳ Elizabeth ở Anh, tóc đỏ là một màu tóc thời trang danh cho phụ nữ.
Đôi khi, màu tóc này trở nên đậm dận khi con người già hơn, chuyển dần sang màu tóc nâu hơn hoặc mất đi nét rực rỡ. Từ đó, dẫn đến tóc đỏ đôi khi gắn liền với sự trẻ trung. Ở một vài quốc gia như Ấn Độ, Iran, Bangladesh và Pakistan, henna và saffron thường được dùng để nhuộm tóc màu đỏ tươi.
Màu tóc "Tiziano" được đặt tên theo danh họa Tiziano, người thường vẽ phụ nữ với mái tóc đỏ. Bức tranh nổi tiếng Sự ra đời của thần Vệ Nữ của danh họa Sơ Phục Hưng Sandro Botticelli đã mô tả thần Vệ nữ là một người tóc đỏ. Những họa sĩ đáng chú ý khác với những bức tranh vẽ người tóc đỏ bao gồm nhóm Tiền Raphael, Edmund Leighton, Modigliani, và Gustav Klimt.
Vụ án "Hội tóc hung" (1891) trong bộ truyện Sherlock Holmes của Ngài Athur Conan Doyle kể về một người đàn ông được mời làm thành viên của một hội tóc hung bí ẩn. Bộ phim màu năm 1943 Du Barry Was a Lady có những diễn viên tóc đỏ Lucille Ball và Red Skelton.
Những nhân vật truyện tranh nổi tiếng có mái tóc đỏ bao gồm Jean Grey, Red Sonja, Mystique, và Poison Ivy.

### Định kiến và phân biệt đối xử với người tóc đỏ

#### Chủ nghĩa bài Do Thái thời Trung cổ

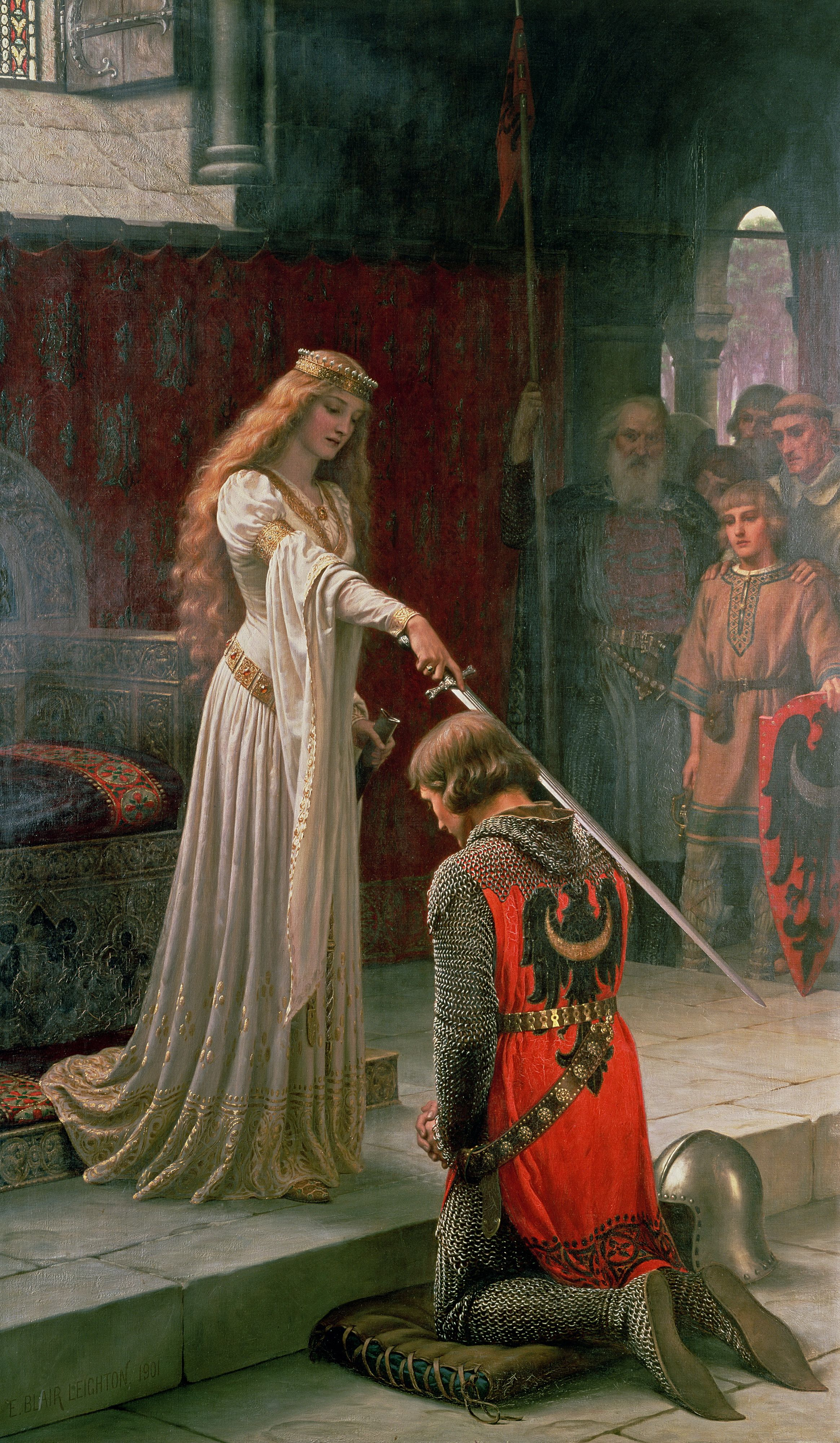
The Accolade, 1901, vẽ bởi Edmund Blair Leighton

Trong thời kỳ Tòa án dị giáo Tây Ban Nha còn tồn tại, người tóc đỏ thường được coi là người Do Thái. Tại Ý và Tây Ban Nha thời Trung Cổ, tóc đỏ thường gắn liền với bản chất dị giáo của Người Do Thái và việc họ phủ nhận chúa Giêsu. Giuđa Ítcariốt thường được mô tả là người tóc đỏ trong nghệ thuật Ý và Tây Ba Nha. Những nhà văn như Shakespeare và Dickens thường mô tả các nhân vật Do Thái trong tác phẩm của mình có mái tóc đỏ, như là nhân vật phản diện Shylock và Fagin. Những định kiến về người tóc đỏ trong thời kỳ Trung cổ bắt nguồn từ những nhân vật trong Kinh Thánh như Esau và Vua David. Nhà sử học cổ đại Josephus đã dịch sai kinh Torah của Do Thái giáo để mô tả Vua David với 'mái tóc vàng', đối lập với mái tóc đỏ của Esau, mặc dù Kinh Torah mô tả rằng cả Vua David và Esau đều có 'mái tóc đỏ rực'.

### Tôn giáo và thần thoại

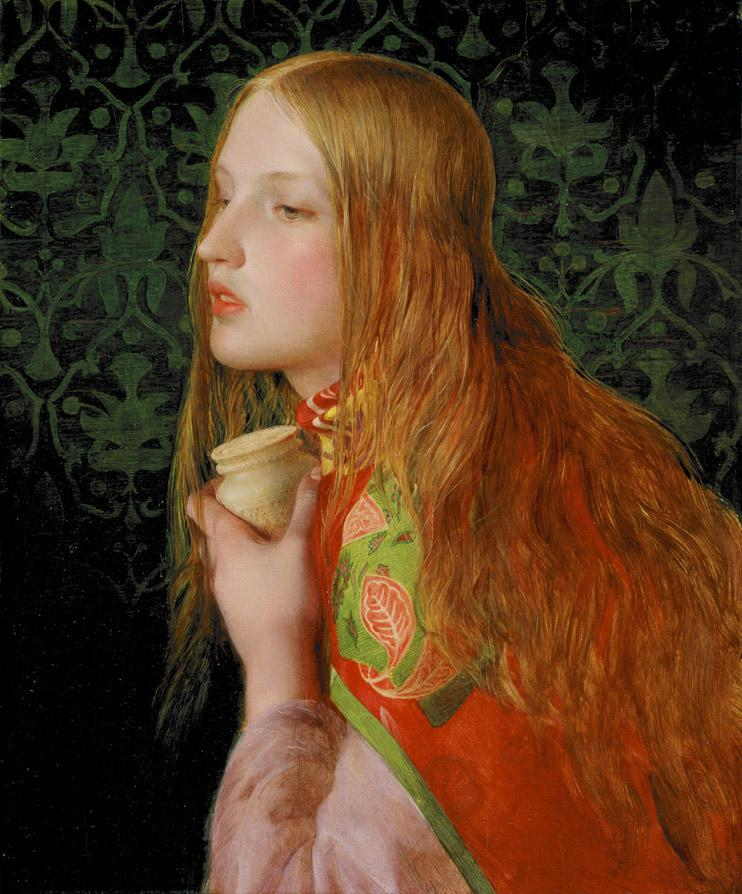
Maria Madalena vẽ bởi Anthony Frederick Augustus Sandys

Trong Ai Cập cổ đại, tóc đỏ thường gắn liền với vị thần Set cũng như là Ramesses II.
Trong bộ sử thi Iliad, màu tóc của Achilles được mô tả là ksanthēs (ξανθῆς), thường được dịch thành tóc vàng nhưng đôi khi là tóc đỏ.
Vị thần Bắc Âu Thor thường được mô tả là có mái tóc đỏ.
Từ trong tiếng Hebrew admoni אדמוני (gốc từ là ADM אדם, xem thêm Adam và Edom), thường được dịch thành "nâu đỏ" được sử dụng để mô tả màu tóc của Esau và David.
Những tác phẩm nghệ thuật đầu tiên về Maria Madalena thường mô tả bà có mái tóc đỏ dài bồng bềnh, mặc dù màu tóc của bà chưa bao giờ được nhắc đến trong Kinh Thánh, và có thể là màu đỏ trên những bức tranh là do lớp sơn bị phân hủy.
Giuđa Ítcariốt là người tóc đỏ trong văn hóa Tây Ban Nha và các tác phẩm của William Shakespeare, khiến mọi người càng tin vào những khuôn mẫu tiêu cực về người tóc đỏ.